# Mount Imhotep
Mount Imhotep ist ein  rund 1250 m hoher Berg im Süden der Brabant-Insel im westantarktischen Palmer-Archipel. In den Solvay Mountains ragt er nahe dem Kopfende des Hippokrates-Gletschers auf.
Teilnehmer der Belgica-Expedition (1897–1899) des belgischen Polarforschers Adrien de Gerlache de Gomery nahmen die erste Kartierung vor. Eine weitere Kartierung erfolgte 1959 anhand von Luftaufnahmen der Hunting Aerosurveys Ltd. aus den Jahren von 1956 bis 1957. Das UK Antarctic Place-Names Committee benannte den Berg am 23. September 1960 nach dem ägyptischen Arzt und Baumeister Imhotep (≈ 2700 v. Chr.).